# گیاه‌پارچ ارجنتی
گیاه‌پارچ ارجنتی (نام علمی: Nepenthes argentii)، یک گونه از سرده گیاه‌پارچ‌ها در ارتفاعات بومی کوه گویتینگ گویتینگ (Guiting-Guiting) در جزیره سیبویان در فیلیپین است. نام گیاه از جرج آرجنت (George Argent) گرفته شده است. احتمالاً کوچک‌ترین گونه در این جنس است و به نظر نمی‌رسد که مرحله صعود داشته باشد.
گیاه‌پارچ ارجنتی در بوته‌زارهای زیرآلپاین زندگی می‌کند «با سایه‌بان بادگیر صاف به ارتفاع ۳۰ سانتی‌متر بر روی یک خط الراس سنگ فرامافیک». در ارتفاع ۱۴۰۰ تا ۱۹۰۰ متری رشد می‌کند.
در کوه گویتینگ گویتینگ گیاه‌پارچ ارجنتی با گیاه‌پارچ سیبویان در حدود ۱۶۰۰ تا ۱۷۷۰ متر همجا است. یک آرایه شبیه گیاه‌پارچ باله‌دار در این کوه و در ارتفاعات پایین‌تر از ۸۰۰ تا ۱۰۰۰متر رشد می‌کند، که توسط آدولف دانیل ادوارد المر (Adolph Daniel Edward Elmer) به‌عنوان گیاه‌پارچ گل‌قلمی توصیف شد.
سایر گونه‌های گیاهی بومی کوه عبارتند از لوبلیا (Lobelia proctorii) و خرزه هندی (Rhododendron rousei).
گیاه‌پارچ ارجنتی دورگه طبیعی شناخته شده‌ای ندارد، اگرچه ممکن است با گیاه‌پارچ سیبویان دورگه شود. هیچ فرم یا جوره‌ای شرح داده نشده است.